# Rafał Wawrzyńczyk
Rafał Wawrzyńczyk (ur. 1980 w Tomaszowie Mazowieckim) – polski krytyk muzyczny i literacki, tłumacz i poeta.
Felietonista „Ruchu Muzycznego” i „Dwutygodnika” Laureat Grand Prix Konkursu Polskich Krytyków Muzycznych „Kropka” (2018). W 2019 wraz z Miłoszem Biedrzyckim przełożył Błękitna wieżę Tomaža Šalamuna. W 2024 wydał debiutancki zbiór poezji Dziecko na głowie króla (Wydawnictwo j), za który otrzymał nominacje do: Nagrody Poetyckiej im. Konstantego Ildefonsa Gałczyńskiego 2025, Nagrody Poetyckiej im. Kazimierza Hoffmana „Kos” 2015 i Nagrody Literackiej Prezydenta Miasta Białegostoku im. Wiesława Kazaneckiego 2025 (w kategorii Debiut poetycki roku). Zbiór ten zdobył również II miejsce w XXI Ogólnopolskim Konkursie Literackim im. Artura Fryza 2025 na najlepszy poetycki debiut książkowy roku 2024. 